# Gaan we weg?
Gaan we weg? is een lied van de Nederlandse zangeres Roxy Dekker  en de Nederlandse rapper Ronnie Flex. Het werd in 2024 als single uitgebracht.

## Achtergrond
Gaan we weg? is geschreven door Julian Vahle, Renske te Buck, Ronell Plasschaert, Roxy Dekker en Ucahzo Hoogdorp en geproduceerd door Vahle. Het genre van het nummer is een mix van nederpop, house en poprap. Het nummer werd geschreven kort nadat Dekker haar eerste hitsingle Anne-Fleur vakantie had uitgebracht. Na het succes van dat nummer besloot Dekker namelijk Ronnie Flex via Instgram een bericht te sturen met de vraag of zij samen de studio wilden ingaan, waarop de rapper enthousiast reageerde. Het nummer werd gemaakt en Dekker vertelde dat ze geëmotioneerd was toen zij het voor het eerst hoorde doordat ze haar en Ronnie Flex' stemmen zo goed bij elkaar vond passen. Gaan we weg? werd pas een jaar later uitgebracht, nadat Dekker meerdere grote hits in Nederland had gehad met Satisfyer, Sugardaddy en Huisfeestje. Voordat de single op de markt kwam, werd er meerdere video's door Dekker gedeeld op TikTok waarin ze fragmenten van het lied liet horen. De single was er uiteindelijk op 12 juli 2024. 

## Radioaandacht en en hitlijsten
Nadat de single was uitgebracht, kreeg het op sociale media en bij de Nederlandse radio veel aandacht. Op de eerste dag werd het nummer 700.000 keer beluisterd en bij radiozender 100% NL werd het uitgeroepen tot de Hit van 100. Bij de Single Top 100 kwam het op de eerste plaats binnen en ook bij de Nederlandse Top 40 kwam het met de vierde plaats hoog de lijst in. Uiteindelijk wist het bij de Top 40 ook de eerste plaats te bereiken en stond het twee weken op deze positie. In totaal stond het dertien weken in deze hitlijst. Het stond nog langer op de eerste plaats in de Single Top 100. Hier wist het de eerste plaats vier weken lang vast te houden en stond het in totaal dertien weken in de lijst. Ook in Vlaanderen hadden de artiesten succes met het lied. Gaan we weg? piekte op de 37e plek van de Vlaamse Ultratop 50 en was tien weken hierin te vinden. In Nederland heeft het de gouden status.